# Panicum gracilicaule
Panicum gracilicaule är en gräsart som beskrevs av Alfred Barton Rendle. Panicum gracilicaule ingår i släktet vipphirser, och familjen gräs. Inga underarter finns listade i Catalogue of Life.